# Tourek Williams
Tourek Williams (Miami, 9 maggio 1991) è un giocatore di football americano statunitense che gioca nel ruolo di outside linebacker per i San Diego Chargers della National Football League (NFL). Fu scelto nel corso del sesto giro (179º assoluto) del Draft NFL 2013 dai Chargers. Al college ha giocato a football alla Florida International University.

## Carriera professionistica

### San Diego Chargers
Williams fu scelto nel corso del sesto giro del Draft 2013 dai San Diego Chargers. Il 9 maggio firmò il proprio contratto con la franchigia. Debuttò come professionista nella vittoria della settimana 2 contro i Philadelphia Eagles. Nella settimana 10 contro i Denver Broncos mise a segno il primo sack in carriera ai danni di Peyton Manning. La sua stagione da rookie si concluse con 10 tackle, un sack e un fumble forzato in 10 presenze, 6 delle quali come titolare. La stagione successiva in 15 partite disputate salì a 21 tackle, pur non partendo mai come titolare.

## Statistiche
| Partite totali      | 25  |
| Partite da titolare | 6   |
| Tackle              | 31  |
| Sack                | 1,0 |
| Intercetti          | 0   |

Statistiche aggiornate alle stagione 2014